# Eduard Otto Joseph Maria van Hövell tot Westerflier
Eduard Otto Joseph Maria baron van Hövell van Wezeveld en Westerflier (Twello (Gelderland), Het Wezeveld, 26 maart 1877 - Brussel-Bosvoorde, 12 februari 1936) was een Nederlandse katholieke bestuurder.

## Familie
Eduard van Hövell was een telg uit het katholieke geslacht Van Hövell. Hij was een zoon van Clemens Alexander Antonius baron van Hövell tot Westerflier, heer van Wezeveld en Caldenhoven (1842-1927) en jkvr. Elisabeth Theodora Maria Theresia de Kuijper (1850-1915), telg uit de adellijke tak van het geslacht De Kuijper. Op 31 mei 1910 trad hij in Amersfoort in het huwelijk met Marie Cornélie Aimée barones Schimmelpenninck van der Oye (1887-1975). Het echtpaar kreeg zes dochters en vier zonen.
De gefortuneerde Van Hövell behoorde tot een familienetwerk dat in het Nederlandse bestuur belangrijke posities innam. Zo was hij de zwager van L.F.J.M. baron van Voorst tot Voorst, Eerste- en Tweede Kamerlid voor de RKSP, de kleinzoon van jhr. E.J.C.M. de Kuijper, Commissaris des Konings in Limburg en op zijn beurt schoonvader van de NSB-burgemeester van Hilversum, K.L.C.M.I. baron de Wijkerslooth de Weerdesteijn.
Zoon Jozef van Hövell van Wezeveld en Westerflier was actief in het studentenverzet en werd postuum met het Verzetskruis onderscheiden. Een andere zoon, Henri Louis Felix Marie van Hövell van Wezeveld en Westerflier, werd als lid van de KVP burgemeester van Boxmeer, Oisterwijk en Vught.

## Loopbaan

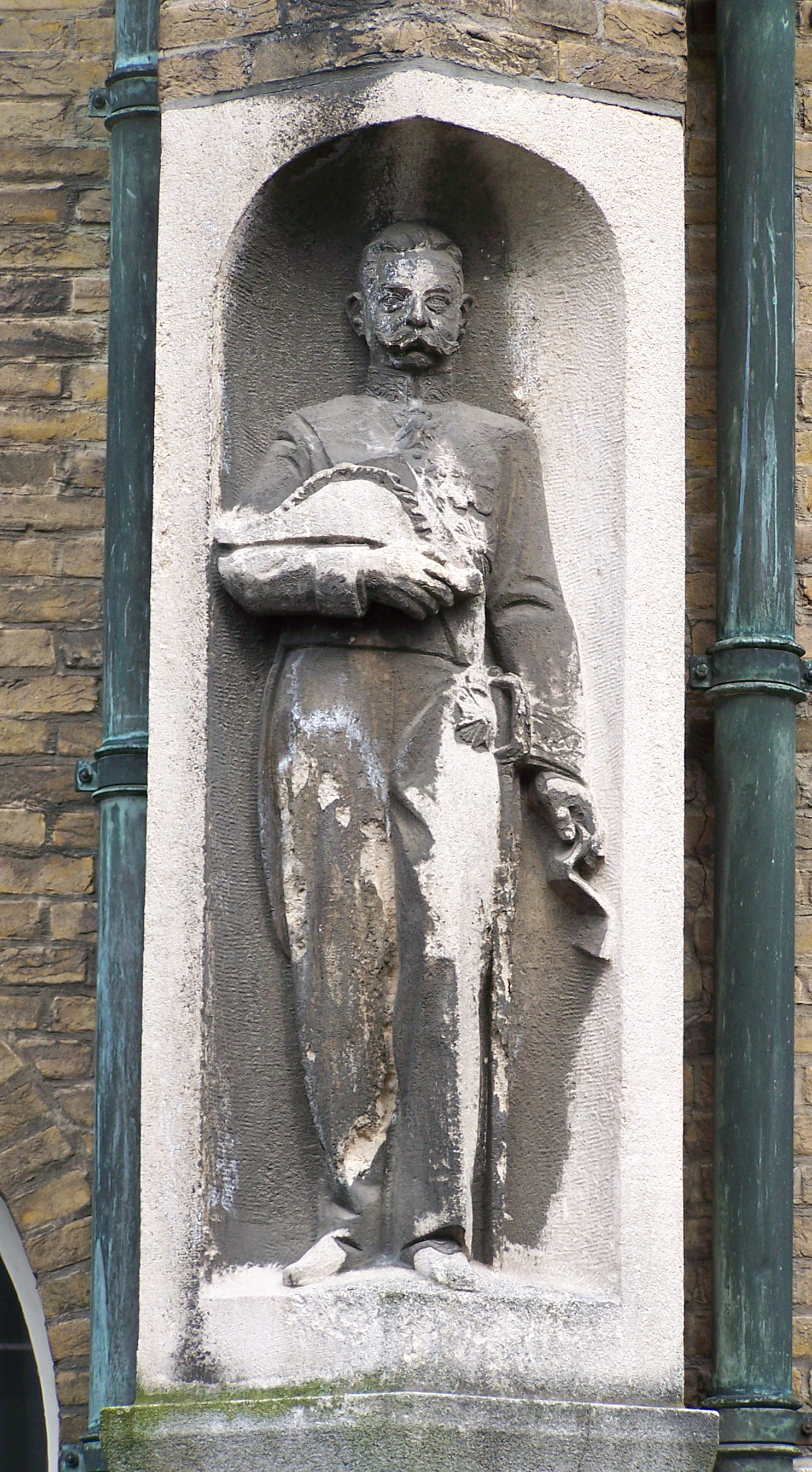
Beeld door Charles Vos aan de gevel van het Oud Gouvernement in Maastricht

Van Hövell bezocht het Stedelijk Gymnasium in Maastricht, studeerde rechten aan de Rijksuniversiteit in Utrecht en besloot zijn studie op 4 juli 1904 met een promotie. Na een periode als advocaat en procureur te hebben gewerkt werd de tot de RKSP toegetreden jurist op 1 augustus 1908 benoemd tot burgemeester van Culemborg. Van 1 december 1915 tot 1 november 1918 was hij burgemeester van Breda. Onder zijn bestuur kreeg Breda elektrische verlichting en kon de gemeente uitbreiden in de Belcrumpolder.
Op 1 november 1918 werd hij op voordracht van het liberale Kabinet-Cort van der Linden benoemd tot Commissaris der Koningin, aldaar "gouverneur" genoemd, in Limburg. Hij volgde zijn partijgenoot, de latere minister-president Charles Ruijs de Beerenbrouck, die minister van Binnenlandse Zaken was geworden, op en trad in de voetsporen van zijn grootvader jhr. Eduard Joseph Corneille Marie de Kuijper die Limburg van 1874 tot 1893 had bestuurd. In die novembermaand kreeg de nieuwe gouverneur te maken met problemen als de politieke onrust die door de aangekondigde staatsgreep van Troelstra, de om zich heen grijpende Spaanse griep, voedseltekorten en spanningen omdat verslagen en muitende Duitse troepen langs Limburg terug naar Duitsland trokken.
Als Commissaris der Koningin zette hij zich in voor de industrialisatie en ontsluiting van Limburg door het aanleggen het Julianakanaal, het oprichten van een Industriebank en het bevorderen van het gebruik van elektriciteit door de Limburgse industrie die vaak nog stoommachines gebruikte.
Van Hövell was voorzitter van de Commissie onderzoek watervervuiling beken in Limburg en voorzitter van de in 1931 opgerichte stichting Het Limburgsch Landschap. Hij was lid van het College van Curatoren van de R.K. Handels-Hoogeschool te Tilburg, de latere Katholieke Universiteit Brabant.
De katholieke edelman was Ridder in de Orde van Malta en was een van de oprichters en tweede Baljuw van de in 1911 opgerichte Nederlandse afdeling van de Orde van Sint-Jan van Jeruzalem, Rhodos en Malta.
Eind 1935 ging hij na een hartaanval met ziekteverlof. Hij overleed binnen een jaar in een hotel aan de rand van Brussel.
- Biografisch Portaal: 73678830
- International Standard Name Identifier: 0000 0003 9494 4637
- Nederlandse Thesaurus van Auteursnamen: 07261059X
- Parlement.com: vg09llz6wkz4
- Virtual International Authority File: 289540549
- WorldCat: E39PBJf8qVyPRDMTWTXDtfgqcP